# Christine Rost
Christine Rost (* 1958 in Halle (Saale)) ist eine deutsche Ärztin, Fachärztin für Psychotherapeutische Medizin, Fachärztin für Frauenheilkunde und Geburtshilfe sowie Autorin.

## Leben
Die Eltern von Christine Rost flüchteten vor dem Mauerbau 1961 mit ihr nach Hessen. Sie wuchs in Babenhausen im Rhein-Main-Gebiet auf. Ihr Medizinstudium absolvierte sie von 1978 bis 1984 an der Johann-Wolfgang-Goethe-Universität in Frankfurt am Main.

## Werdegang
Christine Rost wurde 1984 bei Inge Scharrer mit einer Arbeit über „Untersuchungen zur gewebsgebundenen Fibrinolyse in benignen und malignen Mammagewebe“ promoviert.
Von 1985 bis 1990 absolvierte sie ihre Facharztausbildung in den Städtischen Kliniken Darmstadt in Frauenheilkunde und Geburtshilfe.
Erste Erfahrungen mit traumatisierten Patienten machte sie während ihrer Tätigkeit an der psychosomatischen Rehabilitationsklinik Clemens-August-Klinik in Neuenkirchen i.O., wo sie eine psychotherapeutische Zusatzausbildung absolvierte. Von 1992 bis 1993 absolvierte sie eine EMDR-Ausbildung und ist seit 2003 zertifizierte EMDR-Trainerin.
Von 1994 bis 1996 war Christine Rost an der Klinik Hohe Mark in Oberursel/Ts. tätig und baute dort mit Arne Hofmann die erste Psychotherapiestation für Frauen mit einem Schwerpunkt in der Behandlung von Traumafolgestörungen und schweren dissoziativen Störungen auf. 1997 absolvierte sie eine Weiterbildung zur Fachärztin für Psychotherapeutische Medizin mit Fachkunde in tiefenpsychologisch fundierter Psychotherapie.
Rost ist Mitbegründerin des seit 1997 bestehenden Ausbildungsinstituts „Zentrum für Psychotraumatologie“ in Frankfurt am Main. Ebenso ist sie Mitbegründerin und langjähriges Vorstandsmitglied der deutschen Sektion der International Society for the Study of Dissociation (ISSD), sowie der EMDR-Fachgesellschaft EMDRIA Deutschland e. V., deren Vizepräsidentin sie bis 2005 war.
Christine Rost ist mit eigener Kassenpraxis in Frankfurt am Main niedergelassen. Sie ist Autorin und Herausgeberin von Fachbüchern, Artikeln und Buchkapiteln über Psychotraumatologie und EMDR, leitet deutschlandweit und international Seminare und hält Vorträge.

## Veröffentlichungen (Auswahl)
- zus. mit F. Ebner: EMDR und Ressourcen. In: Friedhelm Lambrecht (Hrsg.): Praxisbuch EMDR. Klett-Cotta, Stuttgart 2006, ISBN 3-608-89001-7.
- Die Arbeit mit dem Positiven – Ressourcenorganisation mit EMDR. In: Reinhard Plassmann (Hrsg.): Im eigenen Rhythmus. Psychosozialer Verlag, Gießen 2008, ISBN 978-3-89806-753-9, S. 143–147.
- EMDR in der Behandlung traumatisch bedingter Angststörungen, ebenda, S. 149–153.
- J. Schaller (Hrsg.), H. Schemmel (Hrsg.), zus. mit A. Hofmann: Ressourcenarbeit mit EMDR in Ressourcen …. Ein Hand- und Lesebuch zur Psychotherapeutischen Arbeit. DGTV-Verlag, Tübingen 2013, ISBN 978-3-87159-241-6.
- zus. mit A. Hofmann: Das EMDR-Standardvorgehen und das Standardprotokoll. In: A. Hofmann (Hrsg.): EMDR –Praxishandbuch zur Behandlung traumatisierter Menschen. 5. erw. Auflage. Thieme, Stuttgart/New York 2014, ISBN 978-3-13-118245-6, S. 100–103.
- zus. mit A. Hofmann, D. Lansch: Weitere EMDR-Techniken, ebenda, S. 116–121.
- zus. mit A. Hofmann: EMDR in der Behandlung akut Traumatisierter, ebenda, S. 133–140.
- EMDR in der Schwangerschaft und nach der Geburt, ebenda, S. 155–158.
- zus. mit A. Hofmann, H. Hummel, F. Ebner: EMDR in der Behandlung komplex Traumatisierter, ebenda, S. 172–191.
- als Hrsg.: Ressourcenarbeit mit EMDR; Vom Überleben zum Leben – bewährte Techniken im Überblick. 3. erw. Auflage. Junfermann, Paderborn 2014, ISBN 978-3-95571-018-7.
- als Hrsg.: EMDR zwischen Struktur und Kreativität; Bewährte Abläufe und neue Entwicklungen. Junfermann, Paderborn 2016, ISBN 978-3-95571-456-7.
- zus. mit B. Overkamp: Selbsthilfe bei posttraumatischen Symptomen: Übungen für Körper, Geist und Seele, erste Hilfe bei PTBS. Junfermann, Paderborn 2018, ISBN 978-3-95571-823-7.